# 구만주당
구만주당(舊滿洲檔) (만주어: ᡶᡝ ᠮᠠᠨᠵᡠ ᡩᠠᠩᠰᡝ Fe Manju Dangse)은 중화민국, 타이베이의 국립고궁박물원에 소장되어 있는 만주어로 작성된 문서이다. 《만문로당》(滿文老檔)의 원전으로 만주의 초기 역사의 주된 자료이며 《만문원당》(滿文原檔)으로 불리기도 한다.
1607년(만력 35년) 3월부터 1636년(숭덕 1년) 12월까지의 만주 기록문서로, 대부분 점과 원이 없는 문자 즉 권점(圈點)이 없는 문자로 작성되어 있다. 1632년에 점과 원이 더해진 만주 문자가 개발되었지만, 권점문자는 종종 사용될 뿐으로 항상 사용되지는 않았다. 권점이 붙은 표준 만주 문자가 확립하는데는 시간이 필요하였다.
《구만주당》은 북경판 《만문로당》이 발견된 지 한 달 후인 1931년에 발견되었는데, 1935년에 3권이 추가로 발견되었다. 《구만주당》은 장기간의 전쟁으로 인해 수시로 장소를 옮겼는데 결국 국민당에 의해 대만으로 옮겨졌다. 문서에 관한 연구는 1960년대에 최초로 시작되었다. 타이베이의 고궁박물원에서 1969년 《구만주당》의 이름으로 영인본을 출간했고, 그후에는 《만문원당》(滿文原檔)의 이름으로도 영인본을 출간하였다.